# آرش
آرش كمانجیر (بالفارسية: آرش كمانگیر، "آرش الرامي") اسم أحد الأساطير الفارسية وأیضًا اسم الشخصیة الرئیسیة لتلك الأسطورة. إنَّ أسطورة آرش كمانجیر هی إحدی القصص التي ذكرت فی الأبستاق. ذكر اسم آرش ثلاثة مرات فی الشاهنامة، لكن روایة بطولة آرش لم یتم ذكرها هناك. في الكتب الفهلویة وأیضًا كتب العصر الإسلامي ذكرت روایة آرش لعدة مرات. حيث ذكر أبو الريحان البيروني فی كتابه إن الآثار الباقیة عند توصیف عید تیرغان یذكر روایة آرش ویعتقد بأنَّ السبب للاحتفال بعید تیرغان هي الذكری السنویة لبطولة آرش. تم ذكر آرش فی أبستاق باسم «أرخشه» وبعض المصادر تعتقد بان المعنی لذلك الاسم هو «المنیر» أو «ذی الساعد القوي» أو «إله الرمح السریع». ویعتبر أرخشه أفضل الرماة فی روایات الأبستاق. ویعتقد البعض بأن أرخشه هو آرش.